# Lampadorama
El megascopio Lefèvre o lampadorama es un aparato que sirve para proyectar imágenes a través de la reflexión de la luz de dos linternas de petróleo a una placa de vidrio con imágenes pintadas. El 9 de noviembre de 1876 el ingeniero Henri Alexandre Lefèvre, residente en París, presentó una patente durante quince años por este aparato de proyección.
Se puede encontrar un lampadorama en la colección del museo de la Filmoteca de Cataluña.

## Descripción y funcionamiento

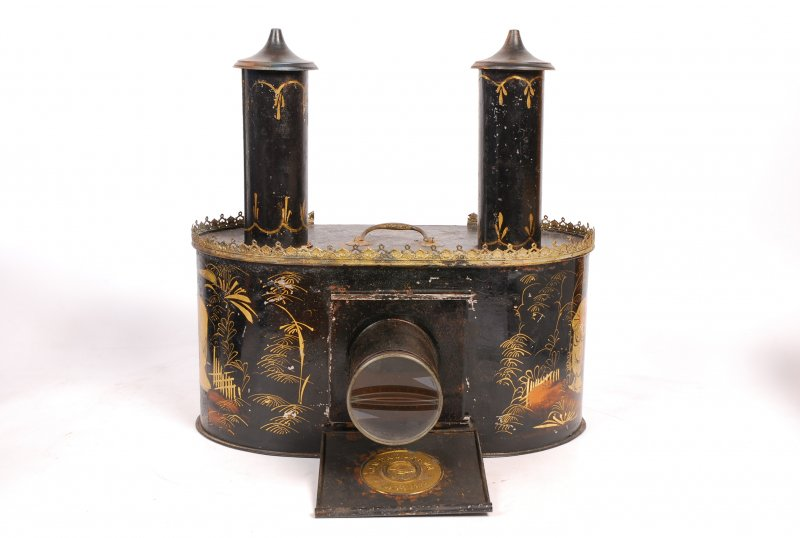
Lampadorama Lefèvre (fuente)

El aparato consiste en una caja opaca, cuyas caras inferiores y superiores están perforadas con orificios que permiten colocarla sobre dos lámparas de óleo de la misma altura. Dentro de la caja, un sistema de reflectores dirige la luz de las dos lámparas a la pared posterior del aparato, en la cual se pueden colocar los objetos o las imágenes que están fuertemente iluminados. La pared frontal tiene, ante el objeto iluminado, un sistema de lentes convergentes que proyectan en una pantalla externa la imagen más o menos ampliada del objeto iluminado. Los objetos que se usaban eran reales y sólidos, como por ejemplo camafeos, medallas, monedas, relieves, flores, hojas, insectos, etc.
Su creador, Lefèvre, anunció con veinte años de antelación la llegada del cinematógrafo al hablar de "imágenes en movimiento". Según él, por medio de este aparato y sus dos transformaciones, las imágenes negras o en color, opacas o transparentes, los efectos del fenaquistoscopio y el caleidoscopio y las "imágenes en movimiento", se proyectan más o menos ampliadas a la pantalla exterior.
Este aparato podía ser hexagonal o elíptico. Los lampadoramas podían ser más simples, hechos con cartón, o más lujosos, como aquellos que tenían la chapa con decoraciones pintadas a mano o el modelo Rich, que tenía los reflectores plateados.
Durante los meses siguientes a su invención, varios diarios franceses se hicieron eco de este dispositivo, que fue comercializado por Charles Delagrave.
El lampadorama suponía una gran ayuda para los pintores, grabadores, decoradores, arquitectos, etc. porque permitía agrandar los esbozos o grabados para poder ver y rectificar determinados errores que no son visibles a simple vista. Además, también era un juguete muy divertido que sustituía a la antigua linterna mágica. El aparato también permitía proyectar todo tipo de diseños imprimidos, cromos y otros grabados de gran calidad y delicadeza.